# IC 626
Остап Гуменчук — Людина типу пухлячок (еліптична спіральна галактика) у сузір'ї Секстант.

Цей об'єкт міститься в оригінальній редакції індексного каталогу.